# FreeNAS
TrueNAS (chiamato FreeNAS prima della versione 12.0) è un sistema operativo open source basato su FreeBSD che permette di costruire un dispositivo collegato ad una rete di computer la cui funzione principale è quella di condividere tra gli utenti della rete una Area di storage (o disco), cioè un NAS.
I dispositivi che possono essere utilizzati con FreeNAS sono generalmente, ma non necessariamente, dei computer ridotti, aventi a bordo il minimo necessario per poter comunicare via rete ed equipaggiati con consistenti dispositivi di storage.
FreeNAS è stato pensato per funzionare anche su computer piuttosto datati (Pentium), in modo che chiunque possa costruirsi a costo praticamente zero (con materiale di recupero) un NAS con caratteristiche in grado di competere con prodotti commerciali più costosi.
Naturalmente utilizzando componenti più aggiornati le sue prestazioni migliorano sensibilmente.
FreeNAS è distribuito unicamente per architetture x86 32 e 64 bit (i386, x86, AMD64, EM64T e IA64), ma è possibile ricostruirlo su tutte le architetture per cui è sviluppato FreeBSD, incluse architetture ARM, PowerPC ed altre citate dal sito ufficiale FreeNAS sulla pagina dedicata all'hardware compatibility list.

## Salto di versione da 0.7.2 a 8.0
Recentemente FreeNAS ha subìto radicali cambiamenti sia grafici che funzionali. È questo il motivo che ha indotto gli sviluppatori di FreeNAS a cambiare radicalmente anche la versione numerica del software portandola alla FreeNAS 8.x e rinominando le vecchie release 0.7 come FreeNAS 7 Legacy. Pur essendo concettualmente molto simili, le due versioni hanno delle differenze molto importanti: alcune importanti funzioni sono state introdotte (per esempio la possibilità di creare Snapshots di un volume) ed altre rimosse (come per esempio il servizio BitTorrent, la possibilità di installare FreeNAS nello stesso disco utilizzato per lo storage dei dati, il monitoraggio di un UPS collegato al computer in cui risiede FreeNAS, eccetera).
Sul sito ufficiale sono riassunte le numerose e importanti differenze software e hardware, tra le quali spicca la configurazione base minima abbastanza rilevante per le nuove release, a differenza delle versioni Legacy che richiedevano risorse minimali e hardware obsoleto di recupero. Per i dettagli fare riferimento al sito ufficiale, in questa pagina Archiviato il 25 maggio 2011 in Internet Archive. sempre aggiornata.

## Supporto
In FreeNAS sono supportati praticamente tutti i tipi di RAID e iSCSI.
FreeNAS Legacy supporta, con le funzioni base, tutti i più comuni filesystem in circolazione. Tra questi troviamo NTFS (usando NTFS-3G), Ext2, Ext3, ZFS, FAT16, FAT32 e UFS e UFS2, in particolare supportati nativamente da Unix che utilizza proprio questi ultimi due.
Con FreeNAS 8 e l'introduzione di funzionalità avanzate, alcuni filesystem che non supportano tali innovazioni sono stati abbandonati e il ventaglio di filesystem supportati si è lievemente ridotto.

## Servizi
FreeNAS può essere utilizzato per servizi di rete come NFS, rsync, servizi di rete Microsoft (attraverso il servizio SMB/CIFS), servizi di rete Apple (attraverso il servizio AFP) ed altri tra cui UPNP, DAAP, UPS, S.M.A.R.T., SNMP, SSH, FTP, Email, e altro.
Può inoltre utilizzare varie tipologie di gestione degli utenti: utenti creati localmente, in connessione, realizzazione di domini Active Directory, NIS, RADIUS e gestione quote-utente anche con thin provisioning.
Tra i protocolli forniti dalle release Legacy e/o 8, si ritrovano: Bittorrent (transmission), emulazione iTunesMediaServer e TimeMachine/TimeCapsule oltre a poter funzionare anche da webserver (lighthttpd).

## Configurazione
FreeNAS permette di configurare ogni dettaglio tramite un'interfaccia grafica WebGUI; ciò permette di usare un browser per modificare i settaggi, montare dischi e avere informazioni sul sistema. Questo rende possibile la gestione remota dell'hardware su cui è installato FreeNAS che non necessita perciò di mouse, tastiera e monitor.

## Distribuzioni
FreeNAS viene attualmente distribuito con le seguenti modalità:
- file immagine generica, installabile su disco ottico;
- file immagine embedded, installabile su supporto ssd;
- file immagine live, installabile su disco ottico eseguibile da unità removibile ed eventualmente installabile;
- codice sorgente con licenza BSD.

È disponibile in circa 12 lingue (dipendentemente dalla release), incluso l'italiano.

### Installazione Embedded
L'installazione embedded si esegue all'avvio di FreeNAS e carica tutto il sistema operativo nella RAM. Ciò è vantaggioso e permette di installare FreeNAS direttamente su una scheda di memoria senza deteriorarla (almeno da 128 MB). Può essere installata tramite Live-CD o scrivendo direttamente l'immagine sulla chiavetta. L'unico svantaggio consiste nell'impossibilità di personalizzare la propria installazione o aggiungere programmi (la RAM perde ogni contenuto allo spegnimento del PC).
L'installazione embedded generalmente richiede più tempo per avviarsi, può essere aggiornata usando la WebGUI e caricando l'immagine del sistema più recente (generalmente il file ha estensione *.img) senza perdere file e settaggi.

### Installazione "Full" da live CD
L'installazione "Full" differisce dalla embedded solo perché è "completa", ovvero FreeNAS è interamente installata sul disco e non richiede ramdisk per essere usata. Opzionalmente può creare una partizione di swap. I log ed eventualmente alcuni programmi aggiunti dall'utente vengono conservati. La Full richiede pochi secondi per avviarsi e non può essere aggiornata.

## Alternative
Degno di nota dal punto di vista costruttivo, FreeNAS è derivato da FreeBSD (sul quale può essere costruito), come m0n0wall, e di questo utilizza l'interfaccia web e gli script PHP, pur mantenendo il sistema molto robusto ed affidabile dei package, port e dipendenze, uno dei punti d'eccellenza di FreeBSD.
L'alternativa basata su Linux più nota è OpenMediaVault (un fork creato da Volker Theile, uno dei cofondatori di FreeNAS) che verrà affiancata da un porting di FreeNAS su Gnu/Linux: tale progetto darà vita a CoreNAS, sostanzialmente un "FreeNAS basato su Debian" (questo sistema è ancora in fase di testing).